# Schwarzenbichlkapelle

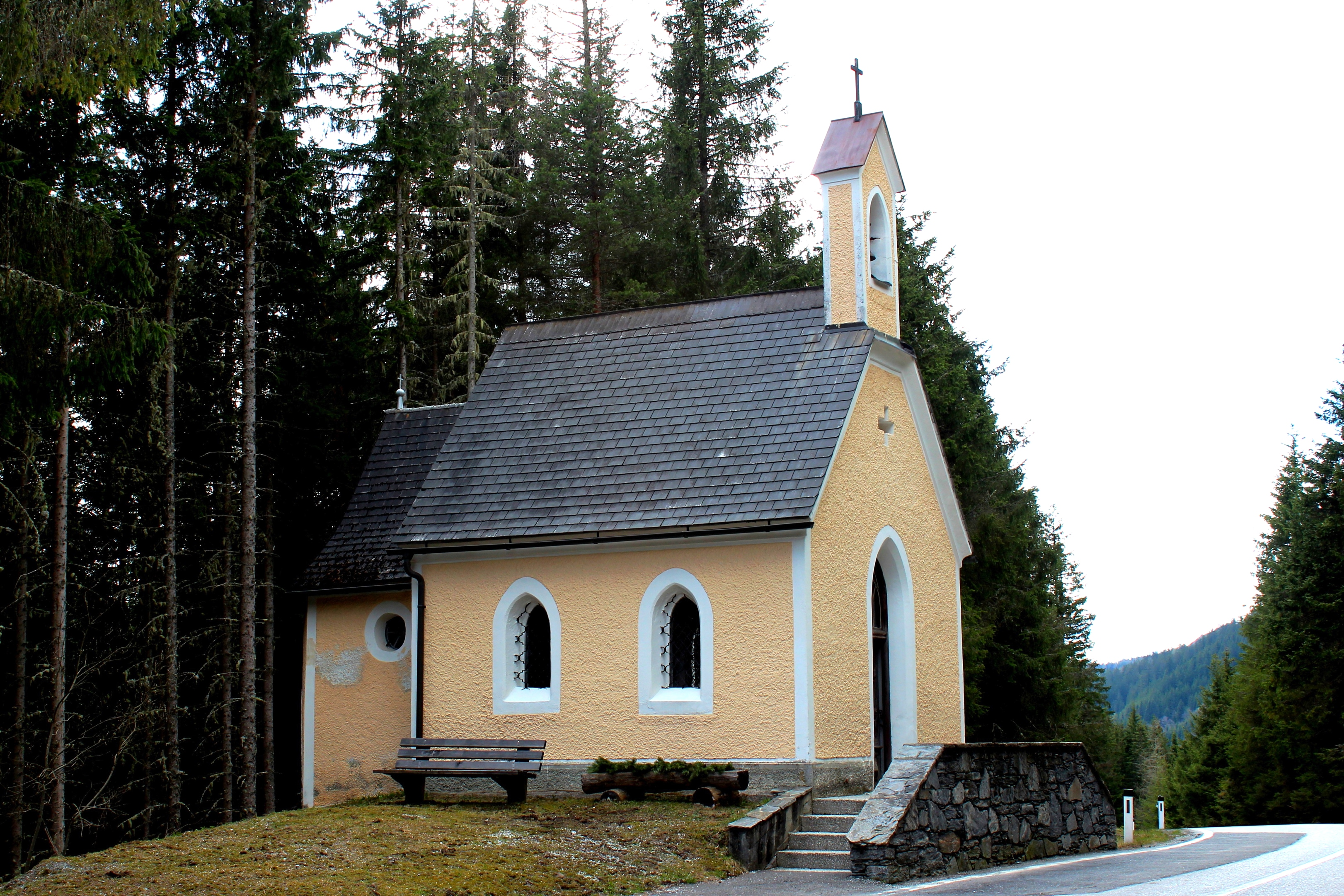
Schwarzenbichlkapelle

Die Schwarzenbichlkapelle ist auf einer Seehöhe von 1245 m westlich des Dorfes Seetal in der Marktgemeinde Tamsweg im Lungau im österreichischen Land Salzburg erbaut.
Die Kapelle Mariä Namen befindet sich im Gebiet der Pfarre Seetal, Dekanat Tamsweg in der Erzdiözese Salzburg. Sie steht unter Denkmalschutz.

## Geschichte
Die Kapelle am Schwarzenbichl (Hügel) wurde im Jahr 1761 unter Vikar Franz X. Radschin als Dank für die Rettung nach einem Überfall durch Räuber errichtet. Der Schwarzenbichl ist aus einer eiszeitlichen Moräne entstanden, an der Stelle der Kapelle ist die Wasserscheide auf dem Weg von Tamsweg nach Seetal.
Die Kapelle hat als lokales Wallfahrtsziel Bedeutung. Am Dreifaltigkeitssamstag ziehen Pilger aus dem benachbarten Krakautal in der Steiermark in einer Fußwallfahrt zur Kapelle. Zum Fest Mariä Namen (12. September) führt eine festliche Prozession von der Pfarrkirche Seetal zur Kapelle (Prangtag).

## Architektur

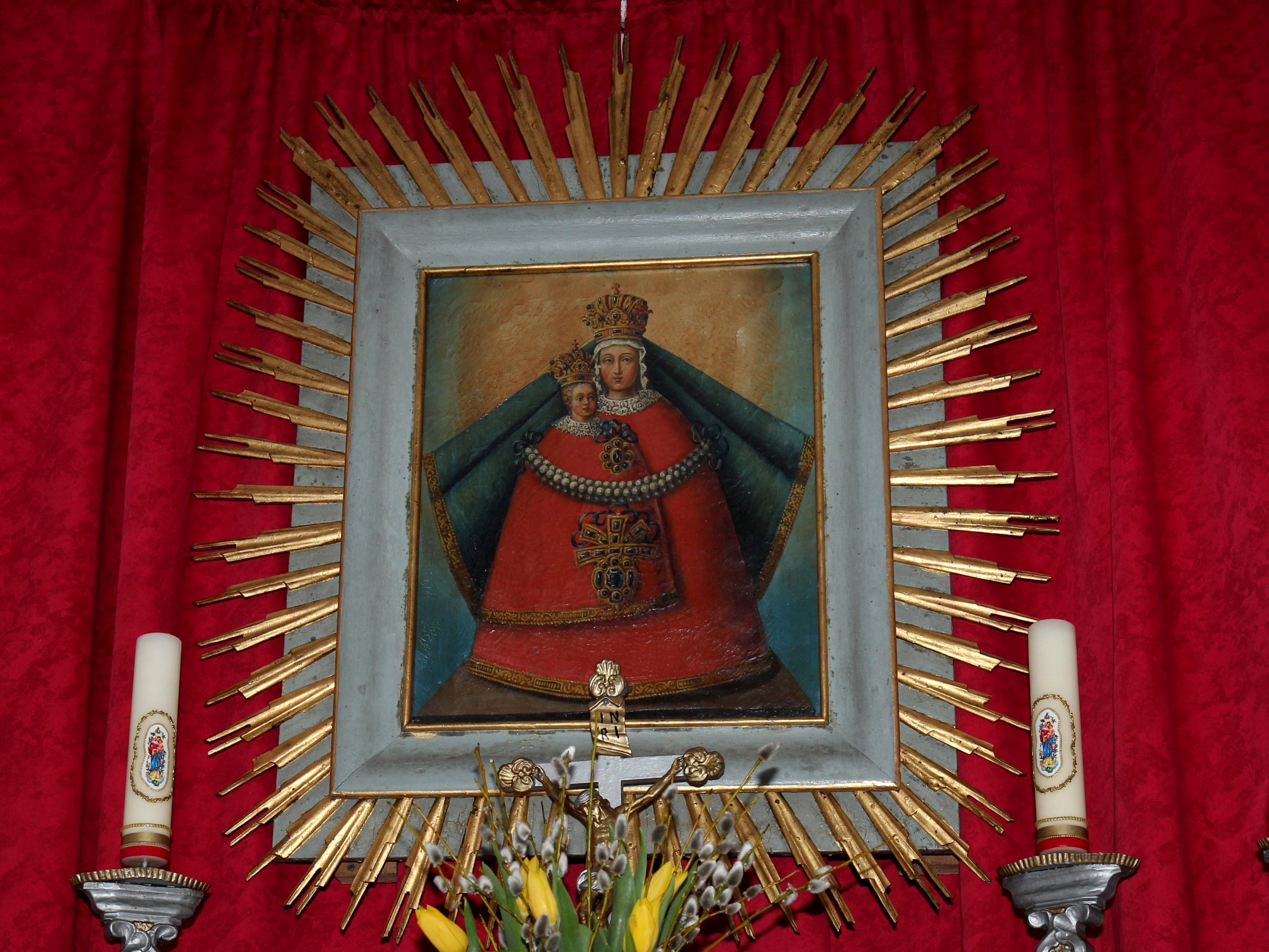
Gnadenbild

Die nach Süden gerichtete Kapelle steht etwas erhöht neben der Straße. Die ursprüngliche Kapelle von 1761 war mit Fresken von Gregor Lederwasch ausgestattet. 1901 wurde die Kapelle im Stil der Neugotik erweitert. Im Inneren zeigt sich eine Darstellung des Gnadenbildes von Mariazell.